# Heteropoda cervina
Heteropoda cervina este o specie de păianjeni din genul Heteropoda, familia Sparassidae. A fost descrisă pentru prima dată de L. Koch, 1875.
Este endemică în Queensland. Conform Catalogue of Life specia Heteropoda cervina nu are subspecii cunoscute.